# Derek Sugden
Derek Sugden (* 27. Dezember 1924 in Hitchin, Hertfordshire; † 30. Dezember 2015) war ein britischer Bauingenieur und Raumakustiker.
Sugden, dessen Vater technischer Zeichner war, absolvierte eine Lehre auf dem Bau in West Ham in London und besuchte das Westminster Technical College. Gleichzeitig war er vom Elternhaus her musikalisch interessiert. Er heiratete 1949 und  arbeitete für die Londoner Baufirma C. F. White in den Londoner Docks. Er folgte einem Kollegen bei White, Ronald Hobbs, 1953 zu Arup und arbeitete zuerst mit dem Architekten Philip Dowson an einer Fabrik in Welwyn und an der dem Spannbeton-Dach der Druckerei der Bank of England in Debden.
Eines seiner bekanntesten Projekte war der Umbau der Mälzerei Snape Maltings in Suffolk in eine Konzerthalle für das Aldeburgh Festival (geleitet von Benjamin Britten und Peter Pears). 1967 wurde sie eröffnet. Nach einem Brand 1969 baute Sugden sie in nur 42 Wochen wieder auf.
Zu seinen weiteren Projekten gehörte das neue Opernhaus in Glyndebourne (1994, Architekten Michael Hopkins und Patty Hopkins), das Opernhaus in Buxton (Umbau, 1979), die Renovierung des Royal Opera House in Covent Garden und das Theatre Royal in Glasgow. 1980 gründete er mit Richard Cowell Arup Acoustics.
1983 bis 1987 war er Vorsitzender von Arup Associates. 1998 ging er in den Ruhestand.
Sein eigenes Haus in Watford wurde 1956 von den Architekten Peter Smithson und Alison Smithson entworfen.